# سابرینا (خواننده پرتغالی)
سابرینا (به پرتغالی: Sabrina) (زاده ۳۰ مارس ۱۹۸۲) خواننده پرتغالی است.
او در مسابقه آواز یوروویژن ۲۰۰۷ نماینده پرتغال بود.